# Lance Clemons
Pour les articles homonymes, voir Clemons.
Lance Levis Clemons (6 juillet 1947 – 22 janvier 2008) était un joueur américain de baseball de Ligue majeure évoluant au poste de lanceur.

## Biographie
Natif de Philadelphie, Lance Clemons défend les couleurs de la West Chester State College de 1966 à 1968. Il est membre du temple de la renommée de cette université.
Clemons est drafté en 1968 par les Royals de Kansas City avec lesquels il fait ses débuts en MLB le 12 août 1971.
Ce lanceur de relève reste essentiellement en réserve et prend part à 19 matches en ligue majeure pour une victoire et deux défaites. Il est lanceur partant pour quatre rencontres, trois pour les Royals et une pour les Cardinals.
Au bâton, Clemens fait 8 passages, signant un coup de circuit et une moyenne de .250. Il joue sa dernière partie en ligue majeure le 2 octobre 1974.
Il meurt à Brooksville (Floride) le 22 janvier 2008 d'un cancer.